# Die Jakobsleiter (Schönberg)
Die Jakobsleiter (benannt nach der biblischen Jakobsleiter) ist ein unvollendetes Oratorium für Soli, Chöre und Orchester, das der Komponist Arnold Schönberg in den Jahren 1916 bis 1917 nach einer eigenen Dichtung schuf.
Ein Versuch Schönbergs, das Fragment um 1944/45 zu vollenden, blieb erfolglos. Erst nach seinem Tod wurde im Auftrag seiner Witwe durch Winfried Zillig eine Partitur erstellt.